# ستن (خدا أفرين)
ستن هي قرية في مقاطعة خدا أفرين، إيران. عدد سكان هذه القرية هو 236 في سنة 2006.